# Blood of Dracula
Blood of Dracula – amerykański horror z 1957 roku w reżyserii Herberta L. Strocka. Jeden z dwóch filmów powstałych na sukcesie Byłem nastoletnim wilkołakiem z tego samego roku.

## Fabuła
Sześć tygodni po śmierci żony Paul Perkins żeni się z Doris, co nie podoba się jego 18-letniej córce Nancy. Paul zapisuje córkę do żeńskiego internatu, Sherwood School for Girls. Po przybyciu wita ich dyrektorka pani Thorndyke podkreślająca, że szkoła nie jest placówką poprawczą, ale prywatną szkołą przygotowawczą o znakomitej reputacji. Nancy  nie jest w stanie się zaklimatyzować i wścieka się na ojca, że tym ruchem zrujnował jej dawne życie szkolne. Współlokatorki Nancy wcielają ją do ich sekretnego klubu „The Birds of Paradise” i przedstawiają młodemu ogrodnikowi Eddiemu, z którym członkinie klubu na zmianę się spotykają.
Myra, liderka „The Birds of Paradise” jest asystentką pani Branding, szkolnej nauczycielki chemii piszącej pracę o swoim przekonaniu, że w każdej istocie drzemie straszna moc, wystarczająco silna, by zniszczyć świat. Jeśli uda jej się udowodnić, że tak jest, ma nadzieję, że społeczność naukowa porzuci eksperymenty z energią jądrową i innymi rodzajami broni masowego rażenia. Kiedy Branding szuka odpowiedniej dziewczyny jako królika doświadczalnego, Myra sugeruje Nancy. Podczas lekcji chemii Myra i Branding aranżują wypadek dotykający Nancy, powodując jej gwałtowną reakcję. Branding zabiera Nancy, by opatrzyć ranę zyskując jej zaufanie.
Za zgodą Nancy Branding poddaje ją hipnozie za pomocą zakupionego w antykwariacie karpackiego amuletu o rzekomo leczniczych, jak i niszczycielskich właściwościach. Zahipnotyzowana Nancy jest instruowana przez Branding, by zawsze była jej posłuszna. Nocą podczas imprezy inicjującej Nancy wpada Eddie ze swymi kolegami Tabem i Joe. Zirytowana dźwiękami Branding z odległości poddaje hipnozie Nancy. Po imprezie Nola, która nieświadomie poparzyła Nancy, schodzi do piwnicy na polecenie wychowawczyni, nauczycielki sztuki pani Rivers, gdzie coś ją atakuje. Następnego ranka, gdy policja prowadzi śledztwo w sprawie zabójstwa Noli, Nancy zbudzona przez Branding chce zwierzyć się jej z koszmaru sennego, lecz ta jej to odradza.
Policyjny koroner informuje porucznika Dunlapa o dwóch ranach kłutych w żyle szyjnej Noli i braku krwi w jej ciele. Asystent koronera, przypomina sobie historie o wampirach opowiadane przez jego karpackiego współlokatora w szkole medycznej z wymiany studenckiej. Dunlap odrzuca teorię i przestrzega przed jej powielaniem, by uniknąć masowej histerii. W Halloween dziewczyny organizują grę w zbieranie fantów na miejscowym cmentarzu. Tam Nancy przemienia się w wampira i zabija Terry oraz baraszkującego z nią Taba. Policja poddaje wszystkie dziewczyny testowi na wykrywaczu kłamstw, ale Branding jest w stanie zmienić odpowiedzi Nancy za pomocą zdalnej hipnozy. Do Nancy dociera, że ona jest wampirem i błaga o pomoc Branding, która zapewnia ją, że eksperyment wkrótce się skończy i że będzie dumna ze swojego udziału w ratowaniu ludzkości przed samozniszczeniem. 
Szkole grozi zamknięcie, w związku z czym Thorndyke prosi Branding o przejęcie niektórych jej obowiązków, kiedy ona próbuje uspokoić zaniepokojonych rodziców. Do szkoły przybywa Glenn, chłopak Nancy, zaniepokojony wieściami o morderstwach. Martwiąc się, że go skrzywdzi Nancy wreszcie się sprzeciwia Branding, która amuletem zmienia ją w wampira. Dochodzi do walki, w której Branding zostaje uduszona, a odepchnięta Nancy ginie nadziewając się na zepsuty mebel. W tym momencie Glenn, Thorndyke i Myra wchodzą do laboratorium i widzą zapiski Branding zniszczone kwasem. Thorndyke wyraża zadowolenie z tego, ponieważ istnieje moc większa od nauki i jej użytkownicy niosą zniszczenie w imię zła.

## Obsada
- Sandra Harrison – Nancy Perkins / wampirzyca
- Louise Lewis – pani Branding
- Gail Ganley – Myra
- Mary Adams – dyrektorka Thorndyke
- Malcolm Atterbury – por. policji Dunlap
- Richard Devon – det. sierż. Stewart
- Edna Holland – pani Rivers
- Heather Ames – Nola
- Thomas B. Henry – Paul Perkins
- Jeanne Dean – Doris Perkins
- Don Devlin – Eddie
- Jerry Blaine – Tab
- Jimmy Hayes – Joe
- Michael Hall – Glenn
- Shirley De Lancey – Terry
- Barbara Wilson – Ann
- Lynn Alden – Linda
- Carlyle Mitchell – Stanley Mayther
- Voltaire Perkins – dr Lawson
- Paul Maxwell – Mike
- Craig Duncan – policjant

## Produkcja

### Scenariusz i realizacja
Film Byłem nastoletnim wilkołakiem okazał się wielkim sukcesem dla American International Pictures i R.J. O’Donnell, wpływowy wystawca z Teksasu zażądał od wytwórni podobnego horroru, który miał być gotowy do Święta Dziękczynienia. Herman L. Cohen, producent i scenarzysta Byłem nastoletnim wilkołakiem, po opracowaniu z Abelem Kandelem skryptu do analogicznego filmu o potworze Frankensteina został poproszony przez Jamesa A. Nicholsona o utworzenie drugiego filmu. Jak wspominał Cohen w wywiadzie z Tomem Weaverem: „A potem Jim powiedział: »Herm, jeśli masz drugi film, który pójdzie w parze z Frankensteinem, będziemy mieli cały program! Nie będziemy musieli dzielić się nim z jednym z głównych graczy.« Więc wtedy wpadłem na pomysł Blood of Dracula i nakręciliśmy oba tytuły praktycznie jednym cięciem”.
Mimo że fabuła nie ma nic wspólnego z Drakulą, film otrzymał tytuł Blood of Dracula, gdyż Cohen uznał za świetny tytuł. Wspominał, że jeden z założycieli Hammer Film Productions, James Carreras za pośrednictwem telefonu próbował zmusić go do zmiany, jako że tylko jego wytwórnia ma prawo zawierać w tytule człon „Dracula”. Wówczas Cohen zwrócił uwagę, że Carreras zapomniał filmach Universal Pictures oraz innych filmach z podobnymi tytułami.
Blood of Dracula zostało napisane i nakręcone w ciągu zaledwie czterech tygodni. Zdjęcia odbywały się w Ziv Studios, a także w wynajętym przez Cohena domu w Beverly Hills.

### Casting
Jak w przypadku Byłem nastoletnim wilkołakiem wysyłano ogłoszenia do agencji, które przesyłali różnych młodych aktorów i aktorek. Do roli głównej wybrano Sandrę Harrison. Początkowo Cohen nie miał zastrzeżeń co do niej, wkrótce stała uciążliwa, gdy już zaczęto prace na planie: „Gdy już ją zatrudniłem, nagle zaczęła myśleć, że jest Joan Crawford – mimo że nie była [śmiech]! Jeśli chodzi o jej aktorstwo, było w porządku”. Do roli antagonistki Cohen zatrudnił Louise Lewis będąc pod wrażeniem jej gry aktorskiej w Byłem nastoletnim wilkołakiem. Blood of Dracula była jedynym kinowym występem Harrison.

## Odbiór

### Premiera
Premiera odbyła się w kinie Majestic Theater w Dallas 23 listopada 1957 roku w podwójnym seansie z Pogromem Frankensteina (1957).

### Recenzje
Po premierze kinowej Konferencja Biskupów Stanów Zjednoczonych określiła film jako „niskobudżetowy chiller, w którym nowa uczennica dziewczęcej szkoły przygotowawczej zamienia się w morderczego wampira pod wpływem hipnotycznego zaklęcia szkolnej feministki-nauczycielki od nauk ścisłych (...) Stylizowana przemoc, naciągające zmora i seksualne insynuacje”. 
Cohen po latach wspominał, że nie był podekscytowany realizacją filmu, jak to było w przypadku Pogromu Frankensteina, i przez krótki termin nie mógł go odpowiednio dopracować. Stwierdził, że  „nie jest zbytnio dumny z wielu rzeczy, które zrobił przy Blood of Dracula, bo musiał to zrobić szybko”.